# Ces (dźwięk)
Ces (C♭) – dźwięk, którego częstotliwość dla ces¹ wynosi około 246,9 Hz. Stanowi tonikę gam Ces-dur i ces-moll. Jest to obniżony za pomocą bemola dźwięk c. Enharmonicznie dźwięki o tej samej wysokości to: h i aisis.